# Вальштедт
Вальштедт (нем. Wahlstedt) — город в Германии, в земле Шлезвиг-Гольштейн. 
Входит в состав района Зегеберг.  Население составляет 9261 человек (на 31 декабря 2010 года). Занимает площадь 15,74 км². Официальный код  —  01 0 60 092.